# Хада-Булак (Борзинський район)
Ха́да-Була́к (рос. Хада-Булак) — село у складі Борзинського району Забайкальського краю, Росія. Адміністративний центр Хада-Булацького сільського поселення.

## Населення
Населення — 658 осіб (2010; 928 у 2002).
Національний склад (станом на 2002 рік):
- росіяни — 85 %